# Oedothorax insignis
Oedothorax insignis là một loài nhện trong họ Linyphiidae.
Loài này thuộc chi Oedothorax. Oedothorax insignis được Friedrich Wilhelm Bösenberg miêu tả năm 1902.